# Copa do Nordeste de Futebol de 2013
A Copa do Nordeste de 2013 foi a décima edição da competição de futebol realizada no Nordeste brasileiro. Foi disputada entre 19 de janeiro, tendo a suas finais em 10 e 17 de março. Contou com 16 clubes, sendo que Bahia e Pernambuco tiveram três vagas cada e Ceará, Rio Grande do Norte, Sergipe, Paraíba e Alagoas tiveram duas cada. O Campinense sagrou-se campeão pela 1ª vez, ao derrotar o ASA de Arapiraca na final. Foi também o primeiro time de fora das capitais nordestinas a vencer a competição.
Voltou a ser disputada após três anos e a ser organizada pela Confederação Brasileira de Futebol (CBF) após onze anos.
Porém, somente a partir da edição de 2014, o campeão ganhará a vaga para a Copa Sul-Americana do mesmo ano.
Nesta edição, Maranhão e Piauí não tiveram vagas na competição.

## Transmissão
Assim como a edição anterior (em 2010), a empresa TopSports (responsável pela Esporte Interativo) detém todos os direitos de mídia (exceto os direitos radiofônicos) e de propaganda nos estádios durante dez edições. A Esporte Interativo transmite três jogos por rodada. Cada um em horários diferentes. É a única emissora considerada desportiva a transmitir.
Além disso, a TopSports ainda negociou com as operadoras de TV por assinatura um canal alternativo chamado Esporte Interativo Nordeste, para a transmissão de todas as partidas (em especial, quando há partidas com o mesmo horário). A empresa só acertou apenas com três operadoras (sendo uma em âmbito nacional e outras duas situadas no Rio Grande do Norte).
Mesmo com a garantia de exclusividade, a TopSports resolveu revender os direitos de transmissão para uma grande emissora brasileira. A Rede Globo transmitiu o torneio em âmbito regional, transmitindo no máximo, três partidas por rodada.

## Clubes Participantes
| UF                  | Clube            | Cidade           | Forma de Classificação             | Estádio (mando)          | Capacidade | Títulos               |
| ------------------- | ---------------- | ---------------- | ---------------------------------- | ------------------------ | ---------- | --------------------- |
| Alagoas             | CRB              | Maceió           | Campeão do Estadual 2012           | Rei Pelé                 | 21 000     | 0 (Não possui)        |
| Alagoas             | ASA              | Arapiraca        | Vice-campeão do Estadual 2012      | Fumeirão                 | 15 332     | 0 (Não possui)        |
| Bahia               | Bahia            | Salvador         | Campeão do Estadual 2012           | Arena Fonte Nova         | 55 000     | 2 (2001, 2002)        |
| Bahia               | Vitória          | Salvador         | Vice-campeão do Estadual 2012      | Barradão                 | 35 000     | 4 (97, 99, 2003 e 10) |
| Bahia               | Feirense         | Feira de Santana | Terceiro colocado no Estadual 2012 | Jóia da Princesa         | 19 274     | 0 (Não possui)        |
| Ceará               | Ceará            | Fortaleza        | Campeão do Estadual 2012           | Arena Castelão           | 64 846     | 0 (Não possui)        |
| Ceará               | Fortaleza        | Fortaleza        | Vice-campeão do Estadual 2012      | Arena Castelão           | 64 846     | 0 (Não possui)        |
| Paraíba             | Campinense       | Campina Grande   | Campeão do Estadual 2012           | Amigão                   | 35 000     | 0 (Não possui)        |
| Paraíba             | Sousa            | Sousa            | Vice-campeão do Estadual 2012      | Governador Antônio Mariz | 5 400      | 0 (Não possui)        |
| Pernambuco          | Santa Cruz       | Recife           | Campeão do Estadual 2012           | Arruda                   | 60 044     | 0 (Não possui)        |
| Pernambuco          | Sport            | Recife           | Vice-campeão do Estadual 2012      | Ilha do Retiro           | 35 000     | 2 (1994, 2000 )       |
| Pernambuco          | Salgueiro        | Salgueiro        | 3º colocado do Estadual 2012       | Salgueirão               | 10 300     | 0 (Não possui)        |
| Rio Grande do Norte | América de Natal | Natal            | Campeão do Estadual 2012           | Arena das Dunas          | 31 375     | 1 (1998)              |
| Rio Grande do Norte | ABC              | Natal            | Vice-campeão do Estadual 2012      | Frasqueirão              | 15 082     | 0 (Não possui)        |
| Sergipe             | Itabaiana        | Itabaiana        | Campeão do Estadual 2012           | Presidente Médici        | 10 000     | 0 (Não possui)        |
| Sergipe             | Confiança        | Aracaju          | Vice-campeão do Estadual 2012      | Batistão                 | 15 575     | 0 (Não possui)        |

## Fase de Grupos
Os clubes foram separados nos potes de acordo com sua classificação no Ranking da CBF de 2012.
| Pote A                                                         | Pote B                                                               | Pote C                                                       | Pote D                                                                |
| -------------------------------------------------------------- | -------------------------------------------------------------------- | ------------------------------------------------------------ | --------------------------------------------------------------------- |
| - Bahia (14º) - Sport (17º) - Vitória (20º) - Santa Cruz (22º) | - Ceará (24º) - Fortaleza (28º) - América de Natal (29º) - CRB (37º) | - ABC (47º) - Confiança (79º) - Campinense (80º) - ASA (88º) | - Itabaiana (104º) - Salgueiro (127º) - Sousa (245º) - Feirense (n/a) |

O sorteio dos grupos do campeonato do Nordeste aconteceu em 13 de setembro, em Fortaleza.

### Grupo A
| Classificação | Classificação | Classificação | Classificação | Classificação | Classificação | Classificação | Classificação | Classificação | Classificação | Classificação |
| Pos           | Equipes       | Pts           | J             | V             | E             | D             | GP            | GC            | SG            |               |
| ------------- | ------------- | ------------- | ------------- | ------------- | ------------- | ------------- | ------------- | ------------- | ------------- | ------------- |
| 1             | ABC           | 10            | 6             | 3             | 1             | 2             | 12            | 6             | +6            |               |
| 2             | Ceará         | 10            | 6             | 3             | 1             | 2             | 6             | 5             | +1            |               |
| 3             | Bahia         | 8             | 6             | 2             | 2             | 2             | 6             | 8             | –2            |               |
| 4             | Itabaiana     | 5             | 6             | 1             | 2             | 3             | 6             | 11            | –5            |               |

|  |                                           |
|  | Zona de classificação para a próxima fase |

| Confrontos | Confrontos | Confrontos | Confrontos | Confrontos | Confrontos |
|            | BAH        | CEA        | ABC        | ITA        |            |
| ---------- | ---------- | ---------- | ---------- | ---------- | ---------- |
| Bahia      | —          | 1–2        | 0–3        | 3–2        |            |
| Ceará      | 0–1        | —          | 1–0        | 3–0        |            |
| ABC        | 1–1        | 3–0        | —          | 4–1        |            |
| Itabaiana  | 0–0        | 0–0        | 3–1        | —          |            |

### Grupo B
| Classificação | Classificação | Classificação | Classificação | Classificação | Classificação | Classificação | Classificação | Classificação | Classificação | Classificação |
| Pos           | Equipes       | Pts           | J             | V             | E             | D             | GP            | GC            | SG            |               |
| ------------- | ------------- | ------------- | ------------- | ------------- | ------------- | ------------- | ------------- | ------------- | ------------- | ------------- |
| 1             | Sport         | 12            | 6             | 3             | 3             | 0             | 13            | 3             | +10           |               |
| 2             | Fortaleza     | 10            | 6             | 3             | 1             | 2             | 7             | 6             | +1            |               |
| 3             | Confiança     | 8             | 6             | 2             | 2             | 2             | 7             | 8             | –1            |               |
| 4             | Sousa         | 2             | 6             | 0             | 2             | 4             | 4             | 14            | –10           |               |

|  |                                           |
|  | Zona de classificação para a próxima fase |

| Confrontos | Confrontos | Confrontos | Confrontos | Confrontos | Confrontos |
|            | SPT        | FOR        | CON        | SOU        |            |
| ---------- | ---------- | ---------- | ---------- | ---------- | ---------- |
| Sport      | —          | 3–0        | 3–1        | 6–1        |            |
| Fortaleza  | 0–0        | —          | 3–0        | 3–0        |            |
| Confiança  | 0–0        | 3–0        | —          | 2–2        |            |
| Sousa      | 1–1        | 0–1        | 0–1        | —          |            |

### Grupo C
| Classificação | Classificação    | Classificação | Classificação | Classificação | Classificação | Classificação | Classificação | Classificação | Classificação | Classificação |
| Pos           | Equipes          | Pts           | J             | V             | E             | D             | GP            | GC            | SG            |               |
| ------------- | ---------------- | ------------- | ------------- | ------------- | ------------- | ------------- | ------------- | ------------- | ------------- | ------------- |
| 1             | Vitória          | 13            | 6             | 4             | 1             | 1             | 11            | 6             | +5            |               |
| 2             | ASA              | 9             | 6             | 3             | 0             | 3             | 6             | 5             | +1            |               |
| 3             | América de Natal | 7             | 6             | 2             | 1             | 3             | 6             | 6             | 0             |               |
| 4             | Salgueiro        | 6             | 6             | 2             | 0             | 4             | 5             | 11            | –6            |               |

|  |                                           |
|  | Zona de classificação para a próxima fase |

| Confrontos       | Confrontos | Confrontos | Confrontos | Confrontos | Confrontos |
|                  | VIT        | AME        | ASA        | SAL        |            |
| ---------------- | ---------- | ---------- | ---------- | ---------- | ---------- |
| Vitória          | —          | 1–1        | 2–1        | 5–1        |            |
| América de Natal | 1–2        | —          | 0–1        | 2–0        |            |
| ASA              | 2–0        | 0–1        | —          | 2–1        |            |
| Salgueiro        | 0–1        | 2–1        | 1–0        | —          |            |

### Grupo D
| Classificação | Classificação | Classificação | Classificação | Classificação | Classificação | Classificação | Classificação | Classificação | Classificação | Classificação |
| Pos           | Equipes       | Pts           | J             | V             | E             | D             | GP            | GC            | SG            |               |
| ------------- | ------------- | ------------- | ------------- | ------------- | ------------- | ------------- | ------------- | ------------- | ------------- | ------------- |
| 1             | Santa Cruz    | 15            | 6             | 5             | 0             | 1             | 9             | 5             | +4            |               |
| 2             | Campinense    | 13            | 6             | 4             | 1             | 1             | 9             | 5             | +4            |               |
| 3             | CRB           | 6             | 6             | 2             | 0             | 4             | 8             | 9             | –1            |               |
| 4             | Feirense      | 1             | 6             | 0             | 1             | 5             | 4             | 11            | –7            |               |

|  |                                           |
|  | Zona de classificação para a próxima fase |

| Confrontos | Confrontos | Confrontos | Confrontos | Confrontos | Confrontos |
|            | STC        | CRB        | CMP        | FEI        |            |
| ---------- | ---------- | ---------- | ---------- | ---------- | ---------- |
| Santa Cruz | —          | 1–0        | 2–0        | 2–0        |            |
| CRB        | 2–3        | —          | 1–2        | 3–1        |            |
| Campinense | 3–0        | 1–0        | —          | 1–0        |            |
| Feirense   | 0–1        | 1–2        | 2–2        | —          |            |

## Desempenho por Rodada
|         | 1   | 2   | 3   | 4   | 5   | 6   |
| Grupo 1 | BAH | BAH | BAH | BAH | CEA | ABC |
| Grupo 2 | CON | SPT | CON | SPT | SPT | SPT |
| Grupo 3 | VIT | VIT | VIT | VIT | VIT | VIT |
| Grupo 4 | STC | CMP | CMP | CMP | STC | STC |

|         | 1   | 2   | 3   | 4   | 5   | 6   |
| Grupo 1 | ABC | ABC | ABC | ABC | ITA | ITA |
| Grupo 2 | FOR | SOU | SOU | SOU | SOU | SOU |
| Grupo 3 | ASA | ASA | ASA | ASA | SAL | SAL |
| Grupo 4 | CRB | FEI | FEI | FEI | FEI | FEI |

## Segunda Fase
|  | Quartas-de-final | Quartas-de-final | Quartas-de-final | Quartas-de-final |   |           | Semifinais                   | Semifinais                   | Semifinais                   | Semifinais                   |  |     | Final            | Final            | Final            | Final            |  |  |
|  |                  |                  |                  |                  |   |           | 24 de fevereiro e 3 de março | 24 de fevereiro e 3 de março | 24 de fevereiro e 3 de março | 24 de fevereiro e 3 de março |  |     | 10 e 17 de março | 10 e 17 de março | 10 e 17 de março | 10 e 17 de março |  |  |
|  |                  |                  |                  |                  |   |           |                              |                              |                              |                              |  |     |                  |                  |                  |                  |  |  |
|  | ASA              | 0                | 2                | 2                |   |           |                              |                              |                              |                              |  |     |                  |                  |                  |                  |  |  |
|  | ABC              | 0                | 1                | 1                |   |           |                              |                              |                              |                              |  |     |                  |                  |                  |                  |  |  |
|  | ABC              | 0                | 1                | 1                |   | ASA       | 3                            | 1                            | 4                            |                              |  |     |                  |                  |                  |                  |  |  |
|  |                  |                  |                  |                  |   | ASA       | 3                            | 1                            | 4                            |                              |  |     |                  |                  |                  |                  |  |  |
|  |                  | Ceará            | 3                | 0                | 3 |           |                              |                              |                              |                              |  |     |                  |                  |                  |                  |  |  |
|  | Ceará            | Ceará            | 3                | 0                | 3 | 0         | 4                            | 4                            |                              |                              |  |     |                  |                  |                  |                  |  |  |
|  | Ceará            |                  |                  |                  |   | 0         | 4                            | 4                            |                              |                              |  |     |                  |                  |                  |                  |  |  |
|  | Vitória          | 2                | 1                | 3                |   |           |                              |                              |                              |                              |  |     |                  |                  |                  |                  |  |  |
|  | Vitória          | 2                | 1                | 3                |   |           |                              |                              |                              |                              |  | ASA | 1                | 0                | 1                |                  |  |  |
|  |                  |                  |                  |                  |   |           |                              |                              |                              |                              |  | ASA | 1                | 0                | 1                |                  |  |  |
|  |                  | Campinense       | 2                | 2                | 4 |           |                              |                              |                              |                              |  |     |                  |                  |                  |                  |  |  |
|  | Fortaleza        | Campinense       | 2                | 2                | 4 | 3         | 2                            | 5                            |                              |                              |  |     |                  |                  |                  |                  |  |  |
|  | Fortaleza        |                  |                  |                  |   | 3         | 2                            | 5                            |                              |                              |  |     |                  |                  |                  |                  |  |  |
|  | Santa Cruz       | 3                | 1                | 4                |   |           |                              |                              |                              |                              |  |     |                  |                  |                  |                  |  |  |
|  | Santa Cruz       | 3                | 1                | 4                |   | Fortaleza | 2                            | 0                            | 2                            |                              |  |     |                  |                  |                  |                  |  |  |
|  |                  |                  |                  |                  |   | Fortaleza | 2                            | 0                            | 2                            |                              |  |     |                  |                  |                  |                  |  |  |
|  |                  | Campinense (gf)  | 1                | 1                | 2 |           |                              |                              |                              |                              |  |     |                  |                  |                  |                  |  |  |
|  | Campinense (gf)  | Campinense (gf)  | 1                | 1                | 2 | 0         | 2                            | 2                            |                              |                              |  |     |                  |                  |                  |                  |  |  |
|  | Campinense (gf)  |                  |                  |                  |   | 0         | 2                            | 2                            |                              |                              |  |     |                  |                  |                  |                  |  |  |
|  | Sport            | 0                | 2                | 2                |   |           |                              |                              |                              |                              |  |     |                  |                  |                  |                  |  |  |

### Final
Jogo de ida
| 10 de março | ASA             | 1 – 2   | Campinense                                | Estádio Fumeirão, Arapiraca                |
| 16:00       | Wanderson 90+3' | Notícia | Tiago Granja 5' · Jeferson Maranhense 60' | Árbitro: RN Pablo Ramon Gonçalves Pinheiro |

Jogo de volta
| 17 de março | Campinense                                     | 2 – 0   | ASA | Estádio Amigão, Campina Grande                     |
| 16:00       | Jeferson Maranhense 46' · Ricardo Maranhão 79' | Notícia |     | Público: 19 650 Árbitro: BA Jaílson Macedo Freitas |

## Campeão
| Campeão do Nordeste 2013       |
| Paraíba                        |
| ------------------------------ |
| Campinense Campeão (1º título) |

## Artilharia
Fonte: CBF

## Maiores Públicos
Esses foram os maiores públicos do Campeonato:
- PP. ^ Considera-se apenas o público pagante
- NC. ^ Públicos com asterisco (*) não foram confirmados

## Média de Público
Atualizado até 16 de fevereiro.
Essas são as médias de público dos clubes dos estados e dos grupos no Campeonato. Considera-se apenas os jogos da equipe como mandante e o público pagante:
| 1. Ceará – 23 552 2. Santa Cruz – 21 338 3. Fortaleza – 16 854 4. Sport – 16 039 5. Campinense – 9 224 6. Salgueiro – 8 743 7. Bahia – 6 600 8. Vitória – 5 534 | 1. Confiança – 4 960 2. ABC – 4 348 3. ASA – 3 418 4. CRB – 2 828 5. Itabaiana – 1 625 6. América de Natal – 1 203 7. Sousa – 1 108 8. Feirense – 333 | 1. Ceará – 20 203 2. Pernambuco – 15 976 3. Paraíba – 6 518 4. Bahia – 4 293 5. Sergipe – 3 292 6. Alagoas – 3 197 7. Rio Grande do Norte – 3 000 |

- NC. ^ Públicos com asterisco (*) não foram confirmados